# Cyoceraphron besucheti
Cyoceraphron besucheti är en stekelart som beskrevs av Paul Dessart 1975. Cyoceraphron besucheti ingår i släktet Cyoceraphron och familjen pysslingsteklar. Inga underarter finns listade i Catalogue of Life.